# Татаупа панамський
Татаупа панамський (Crypturellus kerriae) — вид птахів родини тинамових (Tinamidae).

## Поширення
Вид поширений в південній частині провінції Дар'єн на півдні Панами та у департаменті Чоко на північному заході Колумбії. Мешкає у тропічних і субтропічних вологих вічнозелених лісах як у низинах, так і в гірських районах на висоті до 1500 м над рівнем моря.

## Спосіб життя
Харчується переважно плодами, які збирає на землі та в низьких кущах. Він також харчується дрібними безхребетними, квітковими бруньками, молодим листям, насінням та корінням. Гніздо облаштовує на землі серед густої рослинності. Самці відповідають за інкубацію яєць, які можуть бути від кількох самиць. Також самці доглядають за пташенятами доки вони не стануть самостійними, зазвичай на 2-3 тижні.